# Томаш Жебровський
Томас Жебровський (лит. Tomas Žebrauskas, пол. Tomasz Żebrowski; 1714–1758) — литовський та польський архітектор, математик і астроном; професор математики і філософії Віленського університету, засновник астрономічної обсерваторії у Вільно. Серед його учнів був Мартин Почобут-Одляницький .

## Біографія
Народився на Жмуді 24 листопада 1714 року. У Вілемському університеті вивчав філософію (1735—1738), потім теологію (1740—1744). У 1950-1952 роках у Празі вивчав математику та астрономію у Йозефа Степлінга. Видав два невеликих навчальних посібники з арифметики і геометрії (написані латинською мовою).
У 1952 році отримав ступінь доктора філософії і вільних наук. Викладав математику у Вільнюському університеті. З 1953 року на посаді професора. У 1752 році спроектував будівлю астрономічної обсерваторії у Вільно. У 1753 році заснував кабінет фізики і астрономії, керував будівництвом обсерваторії.
Перший телескоп у подарував в 1753 році віленський воєвода князь Михайло Казимир Радзивілл. Це був телескоп дзеркальної оптичної системи Грегорі з 13,5-сантиметровим рефлектором. Телескоп завдовжки 1,2 м виготовлений в Німеччині. Він був обшитий шкірою, з написом тисненими золотими літерами: «Dono celsissimi principis Michaelis Radziwill palat: Viln. supr: ducis exerc: MDL cessit Acad: Viln: SJ ad usum astronomicos». Телескоп використовувався до кінця XVIII століття. Зараз телескоп експонується в експозиції Музею науки Вільнюського університету в Білому залі бібліотеки. У 2003 році телескоп пройшов реставрацію.
У 1753—1758 роках Жебровський був директором Віленської університетської обсерваторії. Вів систематичні астрономічні спостереження, зокрема, оккультацій Юпітера. У 1756 році встановив географічну широту Вільнюса.